# Antigen
Antigen (gr. anti (protiv) + gen, skraćeno od lat. generatus - (stvarati, roditi) je molekula koja potiče stvaranje antitijela, odnosno imunu reakciju u organizmu. Antigeni koji izazivaju stvaranje antitijela u organizmu nazivaju se još i imunogeni. U užem smislu, imunogeni potiču reakciju imunog sustava dok su antigeni tvari za koja se vežu određena antitijela. Dakle, imuni sistem ne čine samo antitijela, već je to složen proces identifikacije, markiranja, uništavanja i uklanjanja uljeza. Osim toga, svi antigeni ne uzrokuju imunogenu reakciju, ali svi imunogeni jesu antigeni. (Immunobiology, Janeway and Travers, 1994).
Antigen je u stvarnosti jedna makromolekula stanica je molekularna težina veća od 1000 i sposobna je vezati se na određeni imunoglobulin.
Antigeni su najčešće proteini ili polisaharidi. Takvi su i dijelovi bakterija (omotač, kapsula, stanični zid, bič, toksin), virusa i drugih mikroorganizama.
Lipidi i nukleinske kiseline su antigeni samo ako su kombinirani s proteinima i polisaharidima. Antigeni mogu biti i pelud, bjelanjak jajeta, proteini iz transplantiranih tkiva i organa, pa i proteini koji se zadese na površini stanica krvi tijekom transfuzije.

## Vrste i podjela antigena
Antigene možemo podijeliti na dvije klase/vrste: 
- Antigene klase 1 koje se nalaze u svim stanicama.
- Antigene klase 2 koje se nalaze jedino u imunim stanicama.

Kod definiranja antigena treba obratiti pažnju na dvije njihove osnovne karakteristike:
- sposobnost vezivanja samo s određenim antitijelima i antigenskim receptorima
- sposobnost antigena da potakne imunu reakciju, što zavisi od genoma, fiziološkog stanja, imunološke anamneze i sl., zatim sličnosti između antigena i molekula primatelja te:

- fizičko-kemijskih karakteristika antigena:

-veličina: s najmanje dva epitopa
-oblik: specifičan ili ne
-krutost, odnosno komplementarnost s paratopom antitijela
-količina antigena
- Tolerogen - tvar koja potiče određeno imuno ne-reagiranje zbog svog posebnog molekularnog oblika. Ako se njegov oblik promijeni, tolerogen može postati imunogen.
- Alergen - supstanca koja izaziva alergijsku reakciju. Ova reakcija je posljedica udisanja, gutanja, injekcije ili kontakta alergena s kožom.

Stanice predstavljaju svoje antigene preko histokompatibilnih molekula. Ovisno od njihove vrste aktiviraju se se i razlličite vrste imunih stanica. 

## Podrijetlo antigena

### Egzogeni antigeni
Egzogeni antigeni su oni antigeni koji su dospjeli u organizam izvana, bilo udisanjem, gutanjem ili injekcijom (ubodom ili drugom povredom). 

### Endogeni antigeni
Endogeni antigeni se stvaraju unutar stanice, kao proizvod normalnog metabolizma stanice ili zbog infekcije unutar stanice nastale djelovanjem virusa ili bakterija. 

### Autoantigeni
Autoantigeni su najčešće obični proteini ili kompleksi proteina (ponekad i DNK i RNK) na koje imuni sustav reagira kada pacijent boluje od određene autoimune bolesti. Ovi antigeni u normalnim uslovima ne bi trebali potaći imunu reakciju ali zbog genetskih poremećaja ili uticaja okoline ti pacijenti zapravo gube imunu toleranciju na te antigene.

## Antigeni tumora
Antigeni tumora ili neoantigeni su molekule (MHC I ili MHC II) koje se javljaju na površini stanica tumora. Zdrave stanice nikada ne mogu imati ovakve molekule i one su specifične samo za tumore ili njihove mutacije. Češće su molekule koje imaju i zdrave stanice i stanice tumora (antigeni vezani za tumor) i njih citotoksični T-limfociti mogu prepoznati i uništiti stanice tumora prije nego što se prošire dalje i stvore metastaze. 